# Miko Bergbom
Miko Bergbom, född 7 februari 1996 i Nokia, är en finländsk politiker (Sannfinländarna). Han är ledamot av Finlands riksdag sedan 2023.
Bergbom blev invald i riksdagsvalet 2023 med 10 525 röster från Birkalands valkrets.